# Reims
Reims [ʀɛ̃s] je grad na sjeveroistoku Francuske, oko 140 km od Pariza. Pripada departementu Marne, i regiji Champagne-Ardenne. Imao je značajno mjesto u francuskoj povijesti kao mjesto krunidbe francuskih kraljeva.

## Povijest
Prije dolaska Rimljana je na prostoru Reimsa bio glavni grad belgijskoj plemena Remi koji se zvao Durocortōrum. Prema imenu plemena je i grad dobio ime. Za vrijeme Cezara su Remi postali rimski saveznici i svojevoljno došli pod rimsku vlast. Durocortorum je postao rimski grad. 406. su grad poharali Vandali. Nakon pada Rimskog Carstva su taj prostor zauzeli Franci. Biskup Reimsa Remigius je 486. godine krstio franačkog kralja Klodviga I. Reims je bio najvažnija biskupija na franačkom prostoru i od 748. je bio nadbiskupija. U gradu je došlo do nekoliko susreta pape i franačkih kraljeva. 816. je papa Stjepan IV. u Reimsu okrunio franačkog cara Ludovika I. Pobožnog i od tada potječe tradicija krunidbe francuskih kraljeva u Reimsu.
U 10. st. je Reims postao značajan intelektualni centar u kojem su djelovale biskupske škole. Francuski kraljevi su često gradu davali razne povlastice. Za vrijeme Stogodišnjeg rata su grad napadali Englezi koji su u njemu vladali od 1420. do 1429. kad je oslobođen pod vodstvom Ivane Orleanske i u njemu je okrunjen francuski kralj Karlo VII.
Reims je pretrpio značajne štete u 1. svj. ratu kad su Nijemci bombardirali katedralu koja je kao krunidbena crkva francuskih kraljeva imala veliko značenje za Francuze. U 2. svj. ratu je bio pošteđen većih razaranja. 7. svibnja 1945. je kod Reimsa njemački vođa oružanih snaga Alfred Jodl savezničkom generalu Eisenhoweru potpisao predaju kompletnih njemačkih oružanih snaga.

## Zemljopis
Reims je smješten na sjeveru Francuske uz rijeku Vesle koja se ulijeva u rijeku Aisne. Kroz grad prolazi kanal koji rijeku Aisne povezuje s rijekom Marnom. Reljef je nizinski, ali se oko grada pružaju brda Montagne de Reims s brojnim vinogadima. Klima je umjerena oceanska.
Reims je 140 km udaljen od Pariza, te spada u pariške satelitske gradove. Dio je prstena srednje velikih gradova na 100-200 km udaljenosti od Pariza koji razvijaju svoje funkcije, ali su povezani s Parizom (Amiens, Le Havre, Le Mans, Auxerre, Troyes).

## Znamenitosti
Daleko najvažnija znamenitost je katedrala Notre-Dame (Naše Gospe). Katedrala je u povijesti bila krunidbena crkva francuskih kraljeva i kao takva ima vrlo veliko značenje za francuski narod. Uvrštena je na listu Svjetske baštine UNESCO-a. Značajna je bazilika sv. Remigiusa. U gradu postoji sačuvan rimski slavoluk nazvan Porte de Mars (Marsova vrata). Postoji Muzej predaje na mjestu gdje se njemačka vojska u 2. svj. ratu predala Saveznicima.

## Obrazovanje
- NEOMA Business School

## Sport
- Reims Natation 89, plivački i vaterpolo klub, utemeljen 1989.

## Poznate osobe
- Robert Pirès  (*1973), nogometaš

|  | Portal Francuske – Pristup člancima s tematikom o Francuskoj. |